# Tivoli Gardens Football Club
Maillots
Actualités
Le Tivoli Gardens Club est un club jamaïcain de football basé à Kingston dans le quartier éponyme de Tivoli Gardens.

## Palmarès
- Championnat de Jamaïque (5)
  - Champion : 1983, 1999, 2004, 2009, 2011

- Coupe de Jamaïque (3)
  - Vainqueur : 1999, 2006, 2011

- CFU Club Championship
  - Finaliste : 2004

## Ancien joueurs
- Fabian Davis (en)
- Ricardo Fuller
- Jermaine Johnson
- Marco McDonald
- Orane Simpson (en)